# 제임스 에드워드 엘리엇
제임스 에드워드 엘리엇(영어: James Edward Elliott; 1891년, 피터버러 ~ 1939년)은 잉글랜드의 프로 축구 선수이자 감독이었다.

## 경력

### 선수 경력
피터버러 출신인 엘리엇은 비리그 구단 사우스 윌드와 피터버러 시티에서 축구를 시작했고, 이후 1912년에 토트넘 홋스퍼에 입단해 프로 선수로 활약을 시작했고, 이후 브렌트퍼드에서 활약했다.

### 감독 경력
은퇴한지 얼마 지나지 않아, 엘리엇은 발렌시아 감독으로 취임했다. 그는 스페인 구단은 1927년부터 1929년까지 지휘했고, 발렌시아는 1928년에 코파 델 레이 4강 진출의 성과를 냈다.
엘리엇은 이후 스웨덴의 AIK를 1932년에서 1934년까지 지휘했다. 그는 이후 1935년과 1938년 사이 과테말라와 페네르바흐체를 지휘했다.

## 경력 통계
| 구단          | 시즌      | 리그명        | 리그 | 리그 | 컵   | 컵 | 합계 | 합계 |
| 구단          | 시즌      | 리그명        | 출장 | 골   | 출장 | 골 | 출장 | 골   |
| ------------- | --------- | ------------- | ---- | ---- | ---- | -- | ---- | ---- |
| 토트넘 홋스퍼 | 1911–12   | 1부 리그      | 5    | 2    | 0    | 0  | 5    | 2    |
| 토트넘 홋스퍼 | 1912–13   | 1부 리그      | 6    | 2    | 0    | 0  | 6    | 2    |
| 토트넘 홋스퍼 | 1913–14   | 1부 리그      | 1    | 0    | 0    | 0  | 1    | 0    |
| 토트넘 홋스퍼 | 1919–20   | 2부 리그      | 1    | 0    | 0    | 0  | 1    | 0    |
| 토트넘 홋스퍼 | 합계      | 합계          | 13   | 4    | 0    | 0  | 13   | 4    |
| 브렌트퍼드    | 1920–21   | 3부 리그      | 38   | 2    | 1    | 0  | 39   | 2    |
| 브렌트퍼드    | 1921–22   | 남부 3부 리그 | 27   | 0    | 3    | 0  | 30   | 0    |
| 브렌트퍼드    | 합계      | 합계          | 65   | 2    | 4    | 0  | 69   | 2    |
| 경력 합계     | 경력 합계 | 경력 합계     | 78   | 6    | 4    | 0  | 82   | 6    |